# Moses Montefiore
Moses Haim Montefiore (Livorno, 24 de outubro de 1784 - Ramsgate, 28 de julho de 1885), foi um banqueiro e filantropo italiano naturalizado britânico. É tido como um dos mais famosos judeus britânicos do século XIX, ao lado de Benjamin Disraeli, e um expoente do protossionismo, por ter sido aquele que, desde 1845, articulou a ideia de que seria possível conseguir espaço para os migrantes judeus na terra de Israel, mediante a "transferência" compulsória ou expulsão dos habitantes árabes para a Ásia Menor (Turquia).
Doou grandes somas de dinheiro para promover a indústria, o comércio e a atividade agrícola da comunidade judia do Levante, além de ter criado vários assentamentos. Em 1860, Montefiore foi o responsável pela construção do Mishkenot Sha'ananim, o primeiro assentamento do novo Yishuv. Como presidente da Junta de Deputados dos Judeus Britânicos, sua correspondência com o cônsul britânico em Damasco (na então Síria otomana), Charles Henry Churchill, entre 1841 e 1842, é considerada fundamental para o desenvolvimento do protossionismo.

## Honrarias
Montefiore recebeu o título de cavaleiro, em 13 de novembro de 1837, e o de baronete do Reino Unido, em  27 de junho de 1846.